# Хоринское восстание
Хо́ринское восста́ние (также — Лео́новское восстание, Вознесе́новское восстание) — вооружённое крестьянское выступление в Бурят-Монгольской АССР (БМ АССР) в октябре 1930 года, реакция местных жителей на жестокие меры советских властей в ходе коллективизации.
Среди стихийных крестьянских выступлений, прошедших в Бурят-Монгольской АССР в начале 1930-х годов, это восстание является одним из наиболее крупных. В официальной историографии это восстание именуется «хоринским» — по месту его локализации в Хоринском аймаке БМАССР, куда до 1940 года входил современный Кижингинский район Бурятии, хотя сам аймачный центр Хоринск восстанием охвачен не был. Иногда его называют «леоновским» и «вознесеновским», хотя Леоновка и Вознесеновка – одни из многочисленных сёл, находившихся в районе выступления. 

## Предпосылки восстания
В середине 1920-х годов число зажиточных хозяйств благодаря НЭПу возросло. В ходе кризиса хлебозаготовок 1927–1928 годов ВКП (б) потребовала их выполнения за счёт жестокого давления на наиболее зажиточные слои крестьянства.  К началу сплошной коллективизации в партийном руководстве победило мнение, что основным препятствием к объединению крестьян-бедняков и середняков является образовавшаяся за годы НЭПа более зажиточная прослойка в деревне — кулаки, а также поддерживающая их или зависящая от них социальная группа — «подкулачники». В рамках проведения сплошной коллективизации это препятствие должно было быть «устранено». В ходе насильственной коллективизации сельского хозяйства, проведённой в СССР в 1928–1932 годов, происходило подавление антисоветских выступлений крестьян и «ликвидация кулачества как класса» («раскулачивание») — насильственное и бессудное лишение зажиточных крестьян, использующих наёмный труд, всех средств производства, земли и гражданских прав и выселение их в отдалённые районы страны. Так государство уничтожало группу сельского населения, способную организовать сопротивление коллективизации. Принудительная коллективизация вызвала катастрофические последствия. Многие крестьяне, не желая отдавать своё имущество в колхозы, уничтожали инвентарь и скот. Поголовье коров и лошадей сократилось на треть, свиней – в два раза, овец – в 2,5 раза. Общая урожайность упала на 10 %. Наступление на деревню, трагедия раскрестьянивания привела к массовым выступлениям крестьян по всей стране. Перегибы кампании массовой коллективизации сельского хозяйства Бурятии, явившиеся следствием проведения политическим руководством БМАССР волюнтаристского курса на её радикальное ускорение, способствовали росту политической напряжённости в улусах и деревнях.
В 1930 году по Бурятии прокатилась волна вооружённых крестьянских выступлений, охвативших в основном аймаки с полукочевым и семейским населением. В марте выступили крестьяне Мухоршибирского аймака (села Новый Заган, Бильчир, Мухоршибирь и др.): в марте, а за тем в июле — крестьяне Кяхтинского аймака. В том же году вооружённые выступления прошли в Тункинском аймаке (сёла Тунка, Зактуй), Бичурском аймаке (села Буй, Красное Полесье, Малый Куналей), в селе Леоновка Хоринского аймака. В июле 1930 года вспыхнуло восстание в Ноехонском сомоне Селенгинского аймака. В конце августа 1930 года силами ОГПУ была закончена ликвидация «контрреволюционной повстанческой организации», охватившей сетью своих ячеек почти все сомоны Закаменского аймака. Таким образом, выступления крестьян в Бурят-Монгольской АССР происходили повсеместно.

## Подготовка восстания
С полным правом Леоновское восстание можно также назвать «вознесеновским» — выступление началось именно в этом селе, здесь же проживал и один из главных лидеров повстанческой подпольной организации Н. П. Шитин. Первые ячейки этой организации возникли здесь же в конце 1929 года. К началу 1930 года сеть организаций охватила такие сёла и улусы Заиграевского и Хоринского аймаков (ныне это в основном территория Кижингинского района), как Старая Брянь, Новая Брянь, Михайловка, Куорка и другие. Ярко выраженных кулаков в селе Вознесеновка, судя по всему, не было. В хозяйствах применялся в основном труд членов семьи. Семьи были большими, женившиеся сыновья не отделялись от родителей. Преобладали середняки, часть из которых можно назвать «крепкими». С приходом в подпольную организацию бывшего офицера старой армии Н. А. Лосева весной 1930 года объединяются прежде разрозненные повстанческие группы и создаются новые (Мухор-Тала, Павловский, Шалоты, Кижинга, Жибхеген, Хуригат, Заиграево, Бада, Хохотуй). По мере увеличения числа подпольных ячеек и их количественного состава возникла необходимость создать единый центр организации. В последние дни августа такой центр сформировался из представителей командного звена наиболее мощных ячеек. Одной из самых значимых была ячейка села Вознесеновка. В руководящий центр вошли вознесеновцы Н. и С. Шитины, Вставский, И. Матвеев, А. Сафронов, Н. А. и Е. Вишняковы.

## Цели восстания
Центр неоднократно проводил конспиративные совещания, на которых вырабатывался план вооружённого восстания, согласно которому восстание должна была начать вознесеновская ячейка. После взятия Вознесеновки намечалось наступление на Леоновку, а затем на Хоринск и Верхнеудинск (совр. г. Улан-Удэ). По мере продвижения основных сил повстанцев восстание должны были поддержать другие сёла и улусы, охваченные подпольной сетью. Во всех населённых пунктах, занятых восставшими, предусматривалась полная ликвидация институтов советской власти, арест и уничтожение советских, партийных и комсомольских работников сотрудников аймотделений милиции и ОГПУ, сельских активистов из числа беспартийных. Также предполагалась парализация работы значительного участка Транссибирской магистрали (Заиграево, Бада, Хохотуй). Повстанцы должны были остановить движение поездов, частично разрушить дорожное полотно, прервать телеграфную и телефонную связь с Верхнеудинском и другими городами Восточно-Сибирского края, захватить аймачный ссыпной пункт (зернохранилище) на станции Заиграево и начать раздачу населению «незаконно награбленного коммунистами зерна».
Важнейшей проблемой выступления стал захват райцентра и Верхнеудинска. В Хоринске ячейку создать не удалось, наличие в нём значительных и хорошо вооружённых сил милиции, ГПУ и отрядов самообороны из актива делали совершенно невозможной любую подпольную работу. Повстанцы же испытывали острейшую нехватку оружия (власть постоянно изымала его у населения, позволяя держать лишь крайне ограниченное количество его охотничьей разновидности). Оставалось надеяться на эффект внезапности нападения. Ещё более сложной задачей представлялось взятие Верхнеудинска. Многие члены организации вообще сомневались в необходимости этого, предлагая ограничиться блокадой города. Открыть «фронт в степи», установить полный контроль над Хоринским аймаком и Верхнеудинском и дожидаться всеобщего республиканского восстания – такие призывы всё чаще раздавались на совещаниях руководящего центра организации. Но один из ближайших помощников Лосева, фактически соруководитель организации Н. П. Шитин настоял именно на штурме города, мотивируя это тем, что сумел установить контакт с отдельными военными городского гарнизона, обещавшими повстанцам вооружённую поддержку одной из воинских частей и предоставление в их распоряжение складов с  оружием.
После захвата города, разгрома республиканского управления милиции и областного отдела ОГПУ и освобождения из тюрем всех заключённых намечалось объявить о свержении советской власти на территории БМАССР и созвать Учредительное собрание. Был выдвинут лозунг выступления – «свобода без коммунистов». Центр организации был преобразован в штаб, который установил срок восстания – середина октября.

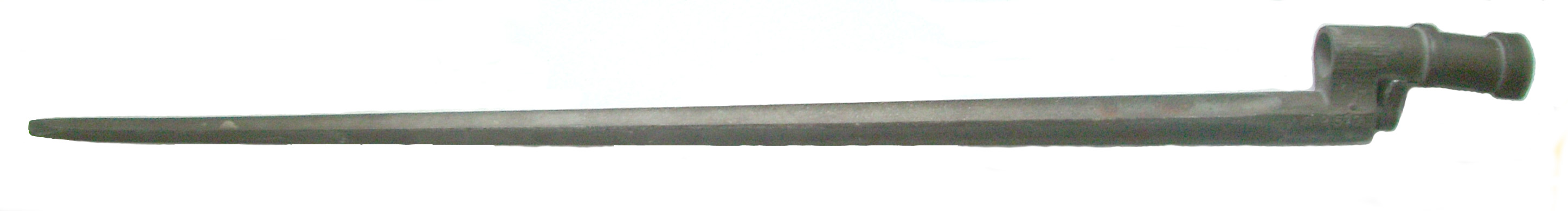
Штык винтовки Мосина.

## Вооружённое восстание
Восстание началось в ночь на Покров день, 14 октября, в селе Вознесеновка. В 10 часов утра Вознесеновский конный боевой отряд под командованием Шитина без единого выстрела взял село Леоновку. В 11 часов в Леоновке был проведён митинг, на котором жителям объявили о начавшемся в Хоринском аймаке восстании, объяснили его цели и задачи. Затем началась мобилизация мужского населения. В Леоновку и Вознесеновку прибыли небольшие боевые группы (около 50 человек). К обеду того же дня отряд повстанцев (около 150 человек) атаковал коммуну «Манай зам» («Наш путь»), расположенную в селе Эдэрмэг Ерманского сомона. В ходе захвата Эдэрмэга повстанцами были убиты шесть местных активистов коммуны, включая женщин. В два часа той же ночи на станцию Илька прибыл из Читы ликвидационный отряд Полномочного Правительства ОГПУ по Восточно–Сибирскому краю, возглавляемый М. С. Яковлевым. Через час отряд достиг Леоновки и взял её под свой контроль. Отряд повстанцев предпочёл отступить из села. Отряды ОГПУ и повстанцев сошлись в бою в местности Хурагата только 17 октября. Он был долгим и ожесточённым. Чекисты пустили в ход пулемёты и в результате отряду ОГПУ удалось рассеять силы восставших. Точных данных о количестве убитых и раненых с обеих сторон нет, в ходе боя было убито примерно 12 повстанцев.

## Итоги восстания
Следствие по делу восстания в Хоринском аймаке проводилось областным отделом ОГПУ БМАССР, по уголовному делу № 600 проходило 274 человека.  В конце 1990 – начале 1991 годов прокуратура КГБ Бурятской АССР произвела пересмотр этого дела. Выяснилось, что следствие проводилось с грубыми нарушениями норм, признаны необоснованными обвинения и приговор в отношении 90 человек, которые полностью реабилитированы. Приговор в отношении 18 человек, причастных к убийствам советских граждан, был признан обоснованным и пересмотру с целью реабилитации не подлежал. Арест активных участников восстания, и в первую очередь Шитина Н. П., имевшего большой авторитет в селе, привёл к тому, что руководящую роль в Вознесеновке стали играть бедняки. При поддержке государственной власти коммунистическая партийная ячейка во главе с Бадулиным А. С. в 1931 году организовала коммуну «Первое мая» (впоследствии совхоз "Первомайский"), в которую вошло 60 семей. Первым председателем коммуны был избран Мальцев З. П.
В 1934 году в селе Эдэрмэг произошло объединение близлежащих хозяйств в одно крупное коллективное хозяйство. Это желание всех трёх хозяйств было удовлетворено, и коммуна «Манай зам» («Наш путь»), небольшая сельхозартель «Улаан малшан» («Красный скотовод») и «Майн нэгэн» («Первое мая») объединились и образовали единую сельхозартель. Объединённому хозяйству дали название «Зургаанай зам» («Путь шестерых») для того, чтобы увековечить память шести погибших коммунаров.
В краеведческом музее посёлка Новокижингинск, в экспозиции «История села Вознесеновка» наряду с другими экспонатами имеется четырёхгранный штык винтовки Мосина, найденный в деревне Вознесеновка в районе фермы, где, по воспоминаниям местных жителей, в тридцатые годы так называемые «бандиты» имели склад оружия.